# Aszti Bolagh
Aszti Bolagh – wieś w Iranie, w ostanie Azerbejdżan Zachodni, w szahrestanie Szahin Deż. W 2006 roku liczyła 81 mieszkańców.